# Norwegia na Zimowych Igrzyskach Paraolimpijskich 2010
Reprezentacja Norwegii na Zimowe Igrzyska Paraolimpijskie 2010 liczyła 27 reprezentantów (8 w narciarstwie klasycznym, 2 w biathlonie, 14 w hokeju na lodzie na siedząco i 5 w curlingu).

## Kadra

### Biegi narciarskie
| Atleta                         | Wydarzenie | Czas | Miejsce |
| ------------------------------ | ---------- | ---- | ------- |
| Mariann Vestbøstad Marthinsen  |            |      |         |
| Per Fagerhøi                   |            |      |         |
| Trygve Steinar Toskedal Larsen |            |      |         |
| Kjartan Nesbakken Haugen       |            |      |         |
| Helge Flo                      |            |      |         |
| Vegard Dahle                   |            |      |         |
| Svein Lilleberg                |            |      |         |
| Nils-Erik Ulset                |            |      |         |

### Biathlon
| Atleta                         | Wydarzenie | Czas | Miejsce |
| ------------------------------ | ---------- | ---- | ------- |
| Nils-Erik Ulset                |            |      |         |
| Trygve Steinar Toskedal Larsen |            |      |         |

### Hokej na siedząco
- Turniej mężczyzn:
  - Audun Bakke
  - Kissinger Deng
  - Eskil Hagen
  - Helge Bjørnstad
  - Kjell Vidar Røyne
  - Knut Andre Nordstoga
  - Loyd Remi Johansen
  - Morten Værnes
  - Ole Bjarte Austevoll
  - Roger Johansen
  - Rolf Einar Pedersen
  - Stig Tore Svee
  - Thomas Jacobsen
  - Tommy Rovelstad

### Curling na wózkach
- Turniej drużyn mieszanych: 9. miejsce
  - Rune Lorentzen - skip
  - Jostein Stordahl
  - Geir Arne Skogstad
  - Lene Tystad
  - Anne Mette Samdal